# Фоля
Фоля (рум. Folea) — село у повіті Тіміш в Румунії. Входить до складу комуни Войтег.
Село розташоване на відстані 395 км на захід від Бухареста, 29 км на південь від Тімішоари.

## Населення
За даними перепису населення 2002 року у селі проживала 541 особа.
Національний склад населення села:
| Національність | Кількість осіб | Відсоток |
| -------------- | -------------- | -------- |
| румуни         | 475            | 87,8%    |
| угорці         | 41             | 7,6%     |
| цигани         | 14             | 2,6%     |
| німці          | 9              | 1,7%     |

Рідною мовою назвали:
| Мова      | Кількість осіб | Відсоток |
| --------- | -------------- | -------- |
| румунська | 476            | 88,0%    |
| угорська  | 41             | 7,6%     |
| циганська | 14             | 2,6%     |
| німецька  | 9              | 1,7%     |